# Astrid Boden
Astrid Sara Maria Boden, född 28 februari 1878, död 23 september 1934 i Surrey, England, var en svensk porslinsmålare och modellör.
Boden studerade vid Tekniska skolan för kvinnliga lärjungar 1894–1896 och vid Högre konstindustriella skolan 1896–1899 med speciell inriktning på mönsterritning. På skolan lärde hon känna bland andra Astrid Ewerlöf och Märta Tersmeden som kom att bli verksamma vid Rörstrands porslinsfabrik. Boden var anställd som modellör vid Rörstrands 1900–1906 där hon ofta samarbetade med Hilma Persson. Hon framställde föremål i underglasyrmålat porslin är försedda med målarsignatur eller modellörsignatur. Hon gifte sig i London 1908 med köpmannen James (Jim) Herbert Powell.